# Stenohya heros
Espèce
Synonymes
- Microcreagris heros Beier, 1943

Stenohya heros est une espèce de pseudoscorpions de la famille des Neobisiidae.

## Distribution
Cette espèce se rencontre en Asie centrale.

## Description
La femelle holotype mesure 6 mm.

## Systématique et taxinomie
Cette espèce a été décrite sous le protonyme Microcreagris heros par Beier en 1943. Elle est placée dans le genre Levigatocreagris par Leclerc et Mahnert en 1988 puis dans le genre Stenohya par Harvey en 1991.

## Publication originale
- Beier, 1943 : Neue Pseudoskorpione aus West-, Zentral- und Ostasien. Annalen des Naturhistorischen Museums in Wien, vol. 53, p. 74-81 (texte intégral).